# 哈罗德·克莱格霍恩
哈罗德·克莱格霍恩（英語：Harold Cleghorn，1912年12月27日—1996年10月10日），新西兰男子举重运动员。他曾代表新西兰参加1950年和1954年大英帝国和英联邦运动会举重比赛，获得一枚金牌和一枚铜牌。